# Cirsium alatum
Cirsium alatum là một loài thực vật có hoa trong họ Cúc. Loài này được (S.G.Gmel.) Bobrov mô tả khoa học đầu tiên năm 1958.